# Sibanicú
Sibanicú – miasto na Kubie, w prowincji Camagüey. W 2004 r. miasto to zamieszkiwało 31 117 osób.